# Мафия!
„Мафия!“ (на английски: Mafia!) също като Мафията на Джейн Остин (на английски: Jane Austen's Mafia!) е американска комедия от 1998 година на режисьора Джим Ейбрахамс, с участието на Джей Мор, Лойд Бриджис (последният му филм), Олимпия Дукакис и Кристина Апългейт.
Филмът парадира филмовата поредица „Кръстникът“ (1972 – 1990) на Франсис Форд Копола и други мафиотски филми, особено „Казино“ (1995) на Мартин Скорсезе. Също така той пародира филми в други жанрове, вариращи от „Форест Гъмп“ (1994) и „Английският пациент“ (1996).

## Български дублаж
| Преводач            | Даниела Славчева                                        |
| Тонрежисьор         | Венсан Мазманян                                         |
| Режисьор на дублажа | Чавдар Монов                                            |
| Озвучаващи артисти  | Гергана Стоянова Лина Златева Владимир Пенев Иван Танев |